# Pobè
Pobè egy város és kerület, Benin Plateau megyéjében található. A község területe 400 km2, lakossága 2013-ban 123 740 fő volt. 